# Charles Abraas
Charles Abraas (8. listopadu 1873, Pasuruan – 26. července 1924, Alkmaar) byl nizozemský portrétní fotograf. Byl aktivní na konci 19. a na počátku 20. století.

## Životopis
Pořídil portréty významných umělců a osobností, mezi nimi například komponista Johannes Petrus Judocus Wierts, Alida Oldenboom, fotbalista a průmyslník Geldolph Adriaan "Dolf" Kessler nebo L. W. C van den Berg.
Místo jeho působení se během jeho života velmi často měnilo, oficiálně vedené adresy jeho podnikání byly:
- Haag (1890–1897)
- s-Hertogenbosch (1897–1897)
- Delft (1897–1916)
- Rotterdam (1918–1919)
- Amsterdam (1919–1921)
- Alkmaar (1921–1924)
- Haag (1916–1918)

## Sbírky
- Rijksmuseum, Amsterdam

## Galerie

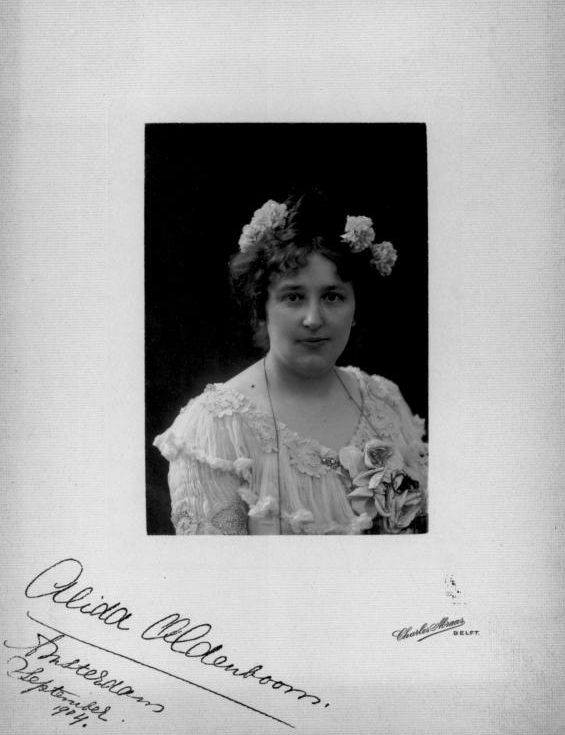
Alida Oldenboom
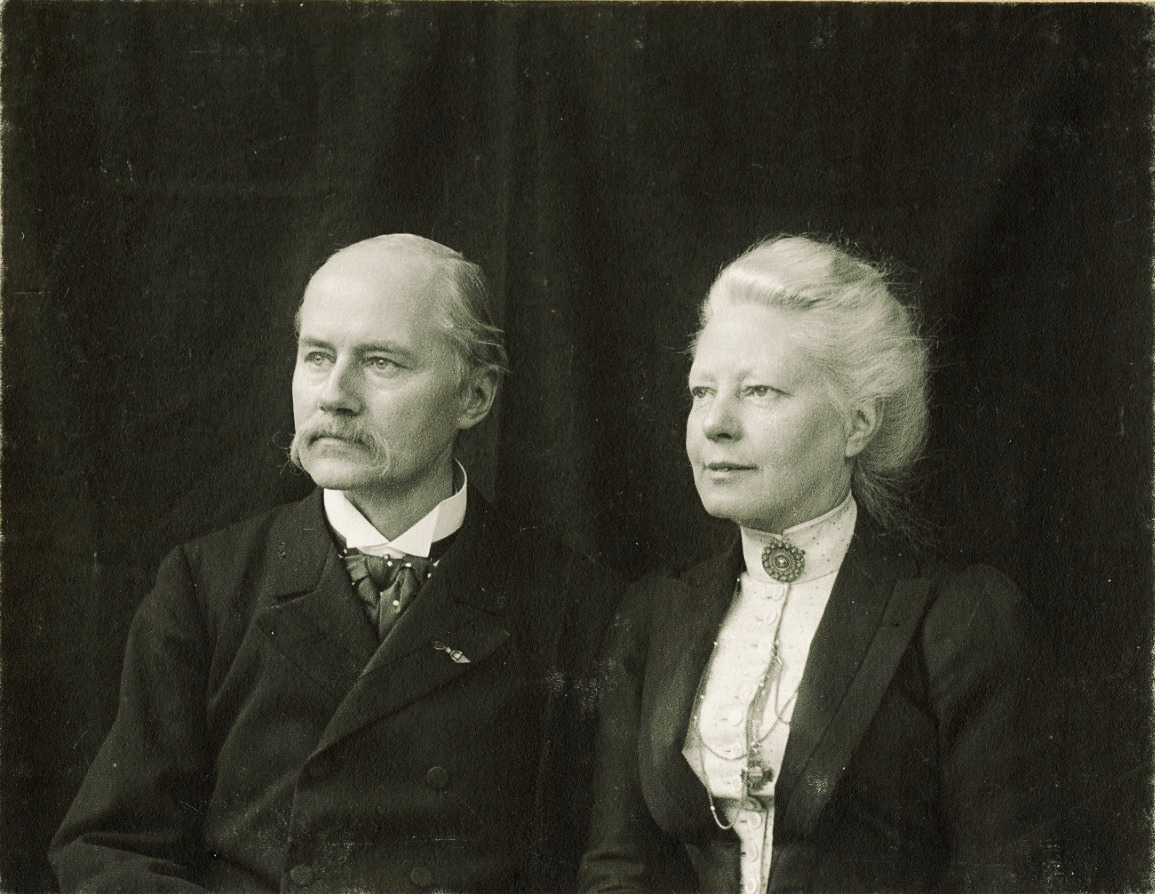
Manželský pár , 1890
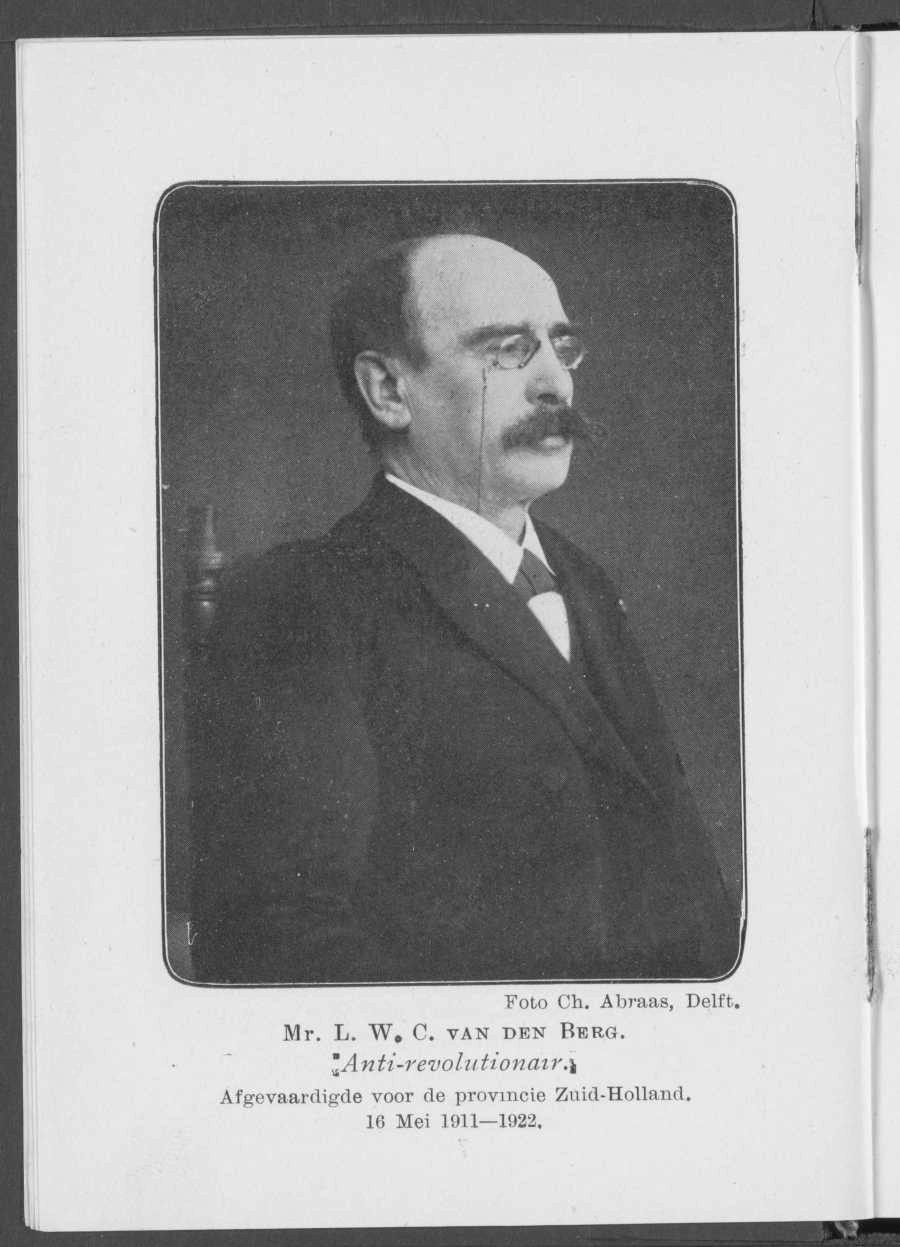
Naši delegáti (1913), L. W. C van den Berg